# إمبراطورية كوريا
الإمبراطورية الكورية (بالهانغل: 대한제국 | بالهانجا: 大韓帝國 | دايهان جيغك، حرفياً: إمبراطورية الهان العظمى) هي الدولة التي نشأت بعد إعلان الإمبراطورية في أكتوبر 1897 واستمرت حتى الاحتلال الياباني لكوريا في 20 أغسطس 1910. والإمبراطورية هي الخلف لدولة جوسون.
في أكتوبر 1897 أعلن الملك غوجونغ قيام الإمبراطورية وأصبح يلقب بالإمبراطور في قصر غيونغن، وأشرف الإمبراطور على التحديثات الجزئية الناجحة للجيش، والاقتصاد، ونظام الأراضي، ونظام التعليم، والصناعات المختلفة. أصبحت اليابان مذعورة من سرعة التطور والتحديث، فقررت تسريع خططها في الاحتلال. وازدادت سرعة مخططات اليابانيين مع اغتيال إيتو هيروبومي. في 22 أغسطس 1910 تم احتلال كوريا من قبل إمبراطورية اليابان والتي استطاعت هزيمة الإمبراطورية الروسية في 1905.

## التاريخ

### الخلفيات
تسببت الحرب اليابانية الصينية بإضعاف ما تبقى من قوة مملكة جوسون ضد التدخلات الخارجية، لأن الحرب وقعت على الأراضي الكورية والبحار المحيطة بها. مع تراجع مملكة تشينغ وظهور اليابان، قامت الأخيرة بإرسال مندوبيها لمناقشة معاهدة شيمونوسيكي مع مبعوثي تشينغ، والتي استطاعت اليابان من خلالها انتزاع شبه جزيرة لياودونغ من تشينغ (بهدف حماية نفسها من التوسع الجديد لعدوتها روسيا) وأيضاً انتزاع كوريا منها. إلا أن روسيا اعتبرت الأمر معادياً للتوسع في شمال شرق الصين واستطاعت ضم فرنسا وألمانيا إلى جانبها لإعادة شبه جزيرة لياودونغ إلى تشينغ الصينية.
في هذا الوقت، كانت اليابان أضعف من مقاومة هذا الضغط الأجنبي، وخاصة كون هذه الدول تعتبر متقدمة جداً والتي سعت إلى محاكاتها، ونتيجة لذلك تخلت عن شبه جزيرة لياودونغ. ومع نجاح التدخل الثلاثي ظهرت روسيا كقوة عظمى في شرق آسيا بدلاً من مملكة تشينغ مما دعا العديد من المسؤولين في البلاط أن يقيموا علاقات قوية معها لإيقاف التدخل الياباني في السياسات الكورية. الملكة مِن (الإمبراطورة ميونغسونغ فيما بعد) عقيلة الملك غوجونغ، اعترفت بهذا التغير وأنشأت علاقات دبلوماسية قوية مع روسيا بشكل رسمي لمواجهة التدخل الياباني.
برزت الملكة مِن كشخصية رئيسية ذات مستوى عالي مضادة للتدخل الياباني. قامت اليابان بعد رؤية خطر الملكة على مخططاتها بتغيير سفيرها في كوريا إنوي كاورو بشخص آخر هو ميورا غورو - دبلوماسي ذو خلفية عسكرية - حيث قام بالتخطيط لاغتيال الملكة مِن، وهذا ما حدث في 8 أكتوبر 1895 في مقر سكنها في قصر غونتشونغ - المقر الرسمي لنوم الملك في قصر غيونغبوك.

### إعلان الإمبراطورية
بعد اغتيال الإمبراطورة ميونغسونغ، هرب الملك غوجونغ وولي عهده (عرف باسم الإمبراطور سنجونغ فيما بعد) إلى المفوضية الروسية في 1896. ومنذ موت الملكة مِن وحتى عودة الملك غوجونغ، حدثت العديد من الثورات داخل وخارج كوريا. وفي عام 1894 قام التقدميون الموالين لليابان بوضع قوانين جديدة في مجلس الوزراء الملكي، أجبر العمل بها من أجل إصلاحات طويلة الأجل تهدف إلى تغيير طابع المجتمع الكوري القديم. تسمى هذه القوانين بإصلاحات غابو [الإنجليزية]
 والتي تشير إلى سنة (1894) التي بدأوا فيها.
هدفت الإصلاحات إلى تطوير المجتمع الكوري، لكنها في الوقت نفسه تسببت بحدوث العديد من الخلافات في الداخل. المشاعر المناهضة لليابان - والتي أصبحت راسخة في أذهان العوام والأرستقراطيين على حد سواء خلال الغزو الياباني لكوريا (1598 - 1592) - انتشرت في البلاط الملكي والطبقات العليا من المجتمع في أعقاب معاهدة غانغهوا في 1876, وتمددت هذه المشاعر بكل واسع بين معظم الكوريين بعد التدخل الياباني المتصور في سياسات البلاط واغتيال الإمبراطورة ميونغسونغ.
في 1897, رضخ الملك غوجونغ للضغوط المتصاعدة من الخارج ومن مطالب جمعية الاستقلال التي يقودها الرأي العام، وعاد إلى قصر غيونغنغ (دوكسوغنغ في الوقت الحالي). وهناك أعلن تأسيس إمبراطورية كوريا، وأعاد تسمية اللقب الوطني أيضاً، وأعلن اسماً سيادياً جديداً هو غوانغمو (بالهانغل: 광무 | بالهانجا: 光武), (والذي يعني محاربي الضوء) وقام بقطع العلاقات الكورية التاريخية السطحية كأحد داعمي مملكة تشينغ، والتي كانت هكذا منذ الغزو المنشوري في 1636. أصبح الملك غوجونغ يلقب بالإمبراطور غوانغمو - أول رئيس إمبراطوري للدولة والوارث للسيادة الذاتية لإمبراطورية كوريا. وهذا ميز النهاية التامة لنظام العالم القديم ونظام الاستقلال السلمي التقليدي في الشرق الأقصى. الوضع الجديد لكوريا كإمبراطورية يعني «الاستقلال التام من نفوذ تشينغ» وهذا يعني أن كوريا لم تتأثر خارجياً بتشينغ وفق معاهدة شيمونوسيكي في 1895 ونفذت الاستقلال التام والكامل وفقاً للمعاهدة.
تم اختيار اسم الإمبراطورية (إمبراطورية الهان العظمى) لتشير إلى إحياء كونفدراليات سامهان من عصر ممالك كوريا الثلاث البدائية، كتقليد متبع في تسمية الدول الجديدة بأسماء دول قديمة (غبون شنتشام | بالهانجا: 舊本新參 |بالهانغل: 구본신참). وكان المغزى من إعلان الإمبراطورية حسب الفهم الكوري للأوضاع هو إعلان الاستقلال من كل من الصين واليابان. تاريخياً كان استخدام لقب الإمبراطور مستخدماً من الإمبراطور الصيني ليشير إلى أنه ابن السماء. الممالك الكورية أعلنت نفسها تابعةَ للصين، وامتنعت عن إعلان المساواة مع الصين في أي وقت. وعندما بدأ استعراش ميجي، تم إعلان الإمبراطور الياباني مصدراً للسيادة في الحكومة اليابانية. أرسلت الحكومة اليابانية خبر الإستعراش إلى الحكومة الكورية، لكنها رفضت الاعتراف بالتغير. لم يكن هذا مجرد تحد لسيادة الإمبراطور الصيني كوالٍ على كوريا ولكن اليابان أيضاً اعترفت بكوريا كمساوية للصين وليس كدولة تابعة للصين. ولم يكن التغيير في اللقب إلى إمبراطورية ممكناً إلا بعد الحرب الصينية اليابانية.

### سياسة التغريب في عهد إمبراطورية كوريا

#### الخلفيات
ارتأى مجموعة من المسؤولين الكوريين والمفكرين ضرورة كبيرة في إصلاح شامل للبلاد، بعد جولة ملاحظة للبلاد المتقدمة الأخرى. وأخذ الكثير من المفكرين على التعرف على الحضارة الغربية وأصبحوا واعين حول الدول القوية والمتقدمة في أوروبا وغرب آسيا. وفي وقت لاحق بدأ التقدميون داخل المجموعة بالبدء في إصلاحات غابو في 1894 في حين نفذ الإصلاحيون المعتدلون إصلاحات غوانغمو خلال الإمبراطورية الكورية الكبرى.
ساعد المبشرون الأمريكيون - الذين كان لهم علاقات وثيقة مع البلاط الملكي الكوري - في نشر الحضارة الغربية. وبتمويلٍ ودعمٍ ملكي أنشأ الطبيب والمبشر الأمريكي هوراس ن. ألين الطب الغربي بإنشائه لغوانغهيوون والذي أصبح مستشفى سيفيرانس وأقدم مستشفى يستعمل الطب الغربي في كوريا. بالإضافة إلى قدم المبشرون الغربيون تعليماً غربياً لفتيات كوريا، والذين تم إستثناؤهم من النظام التعليمي مسبقاً.

#### إصلاحات غوانغمو

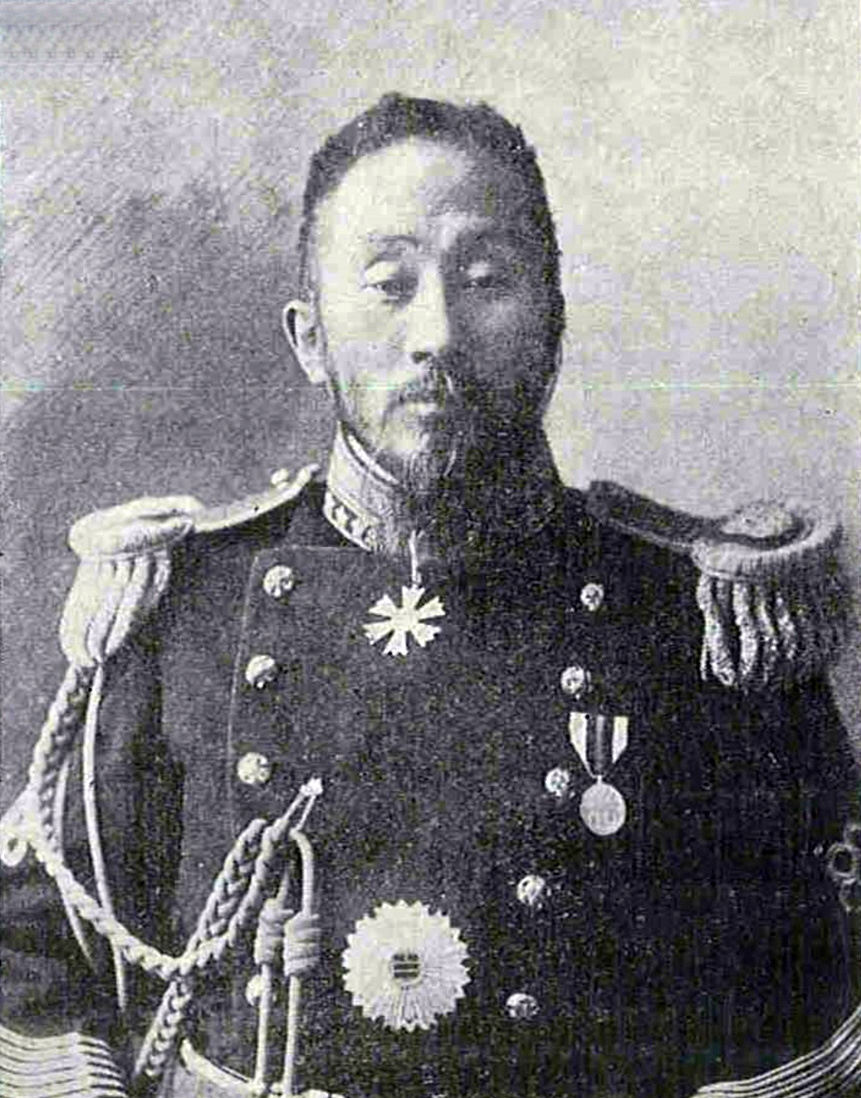
إي يونغ إك, رئيس مكتب العملات في الإمبراطورية الكورية

هدفت إصلاحات غوانغمو إلى تطوير وتغريب كوريا في بداية متأخرة من الثورة الصناعية. في فترة غوانغمو تم إدخال الزي الموحد ذا الأسلوب الغربي إلى كوريا. في البدء كان الكوريون معادين تماماً للباس الغربي، وسخروا من اليابانيين الذين تبنوا اللباس الغربي بعد استعراش ميجي. في البداية بدأ الإمبراطور الكوري في ارتداء الزي الملكي البروسي-الطراز جنباً إلى جنب مع الدبلوماسيين الكوريين الذين ارتدوا بذلات غربية. في 1900 أصبح الزي الغربي زياً موحداً رسمياً للمسؤولين الكوريين. بعد عدة سنوات تم تكليف جميع الجنود الكوريين ورجال الشرطة لارتداء زي موحد غربي.
في المجال العسكري تألف الجيش الجيش الكوري القائم في بدايات 1890 من حوالي 5000 جندي وازداد العدد إلى 28000 مباشرة قبل الحرب الروسية اليابانية. بدأ التدريب من قبل ضباط روس في 1896 لينتهي بألف حارس ملكي شخصي مسلحين ببنادق بردان والتي شكلت نواة الجيش المتطور. من هذه الوحدة الأساسية، تم نقل الجنود إلى وحدات أخرى في بعض الأحيان والتي شملت خمسة أفواج تضم 900 رجل لكل منها.
في 1897, تم تشغيل مشروح مسح السجل العقاري بواسطة حكومة غوانغمو، بهدف تحديث نظام ملكية الأراضي. ومن أجل تطبيق وسائل مسح غربية تم إستئجار مساحين أمريكيين. بعد المسح تم إصدار سندات ملكية (جيغي) - تظهر البع الدقيق لأبعاد الأراضي - من قبل السلطات المعنية. ساهم هذا الإصلاح في إصلاح نظام الضرائب على الأراضي أيضاً والذي أجري تحت قيادة إي يونغ إك والذي قاد الإصلاحات النقدية في كوريا. توقف المشروع بسبب الحرب الروسية اليابانية في 1904 - 1905 بعد أن أنهى حوالي ثلثي الأراضي.

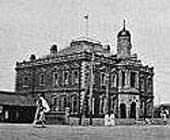
مبنى مكتب القيادة العامة لشركة هانسونغ الكهربائية

في ذلك الوقت بنيت البنى التحتية الحضرية الحديثة بواسطة حكومة غوانغمو. في 1898 سمح الإمبراطور غوانغمو بإنشاء شركة محاصة مع رجال الأعمال الأمريكيين. ونتيجة لذلك، أنشأت شركة هانسونغ للكهرباء شبكة إضاءة كهربائية عامة، بالإضافة إلى نظام ترام كهربائي. كما كانت شركة مياه ربيع سول العذبة على اتصال بالشركات الأمريكية. 1902, بعد ست سنوات من قدوم الهاتف إلى كوريا، تم تركيب أول خطوط هاتف عمومي طويل المجال.
خلال فترة غوانغمو، قامت الحكومة بالترويج للصناعات. والذي أعطى الدعم لتأسيس مدارس فنية وصناعية. في ذلك الوقت جنباً إلى جنب مع مصانع النسيج الحديثة التي أنشئت لتلبية حاجة السول للمنسوجات المحلية، حدث العديد من الابتكارات التقنية في مجال صناحة النسيج في كوريا. على سبيل المثال، تم تعديل آلات الغزل والنسيج لإنتاج الحرير بدلاً من الآلات عالية التكلفة من الخارج.
ومع ذلك لم تكن الإصلاحات جذرية بسبب المطالبات الأجنبية، وقمع الديمقراطية، وبطء وتيرة الإصلاح. ونتيجة لذلك وقعت كوريا في الحصار بين النضال الياباني والروسي.

### التطورات اللاحقة
في 22 أغسطس 1904, وقعت أول اتفاقية بين اليابان وكوريا، والمعروفة باسم اتفاقية كوريا واليابان الأولى. وصدرت اتفاقية تافت كاتسورا (تعرف باسم مذكرة تافت كاتسورا) في 17 يوليو 1905, ولم تكن اتفاقاً سرياً أو اتفاقية يابانية أمريكية، بل كانت مجرد مجموعة من الملاحظات بشأن المناقشات حول العلاقات بين أعضاء الحكومة اليابانية والأمريكية. استغل رئيس الوزراء الياباني تارو كاتسورا الفرصة التي قدمها سكرتير الحرب الأمريكي ويليام هوارد تافت (ممثل إدارة الرئيس روزفلت) عندما توقف في اليابان ليستخرج منه مشاعر الولايات المتحدة تجاه مسألة كوريا. حيث أعرب تافت في مذكرته أن هيمنة اليابان على كوريا «سيسهم في تحقيق السلام الدائم في الشرق الأقصى».
في سبتمبر 1905 وقعت روسيا واليابان معاهدة بورتسموث لتنتهي الحرب الروسية اليابانية ولترسيخ دعائم التأثير على كوريا. وفي خريف 1905 أرسل الإمبراطور غوانغمو العديد من الدبلوماسيين السريين لكيانات خارج الدولة للإعراب عن يأس كوريا في الحفاظ على سيادتها، لأن الطرق الدبلوماسية العادية لم تعد خياراً ممكناً بسبب المراقبة اليابانية عليها.
في 17 نوفمبر 1905 تم توقيع معاهدة ألسا (تعرف أيضاً باسم «اتفاقية 1905», وأيضاً باسم «معاهدة المواد الخمس» وأيضاً باسم «اتفاقية اليابان وكوريا الثانية») في كوريا وحتى قبل وصول بعثة هوميروس هولبرت إلى واشنطن. وأفيد أن ختم وزارة الخارجية الكورية تم سرقته وختم الأوراق التي أعدها اليابانيون مسبقاً. وبعد أسبوع واحد من المعاهدة الجبرية قامت إدارة الولايات المتحدة بإغلاق مفوضيتها في كوريا، وحتى قبل أن تخطر كوريا الولايات المتحدة بالدولة الجديدة التي تقوم بحمايتها.
بدأت الإمبراطورية بالأخذ بالنظام والقوانين الدولية والتي كانت ترفضها مما جعلها تتقدم بشكل بطيء. في النهاية أصبحت الشؤون العسكرية ضعيفة، إلا أن علاقة الهيمنة الصينية من تشينغ على كوريا حمتها من الزحف الأجنبي. في النهاية اضطر الإمبراطور غوانغمو للتنازل عن العرش في 1907 لابنه الإمبراطور سنجونغ (الإمبراطور الثاني والأخير) بسبب محاولته إرسال مندوبيه إلى مؤتمر لاهاي للسلام (اتفاقية لاهاي في 1907) لانتهاكه لمعاهدة ألسا المنفذة بشكل تعسفي. قاد إي سانغ سول ونائبيه إي جن، وإي وي جونغ الوفد الكوري في لاهاي، حيث قدموا محاولة دبلوماسية لتستعيد الإمبراطورية سيادتها. ومع أن كوريا أعربت عن قضيتها لنخبة أعضاء الدول الاستعمارية القوية في لاهاي، إلا أن وصاية اليابان وتأثيرها المتزايد على كوريا بدا طبيعياً ومفيداً للغربيين في ذروة الاستعمار في العقد الأول من القرن العشرين.
في 22 أغسطس 1910 ضمت الإمبراطورية الكورية إلى اليابان عندما وقعت معاهدة الضم القسري بين اليابان وكوريا، لبتدأ فترة الاستعمار الياباني لمدة 35 سنة جردت فيها كوريا من سيادتها. قبل الإمبراطورية الكورية ادعت العديد من الدول مثل غوجوسون، وبيو، وغوغوريو، وشلا، وبايكتشي، وبالهاي، وغوريو أنها دول إمبراطورية، كما حملت اللقب الإمبراطوري في بعض الأوقات.

## الشؤون العسكرية
في محاولة من الملك غوجونغ لجعل دولته من مصاف الدول القوية، قام بإنشاء أكاديمية إمبراطورية كوريا البحرية [الإنجليزية]
 (تونجيو انهاغدانغ، بالهانغل: 통제영학당 | بالهانجا:統制營學堂) في 1893 ومقرها جزيرة غانغهوا. عندما بدأت إصلاحات غابو في 1894 تم وضع رتب جديدة بالإضافة لاستخدام أزياء موحدة جديدة أيضاً.
في 4 أكتوبر 1894 تم إعلان مرسوم ملكي يقضي بإنشاء رتبة ضابط ورتبة ضابط صف، وتم تقسيم الجنود إلى عدة رتب. وفي 1899 قام الإمبراطور غوجونغ بإصدار رتبة رئيس مجلس المارشالات، حيث يكون الإمبراطور (هوانغجي | 황제 | 皇帝) هو القائد الأعلى. وفي محاولة من الإمبراطور لتقوية القوات العسكرية أعلن في 22 يونيو 1899 أن «البحرية والجيش سيتم توحيدهما تحت قيادة القائد العام صاحب الجلالة الإمبراطور».
وفي 1903 قام الإمبراطور غوجونغ بشراء أول سفينة كورية إمبراطورية حربية وتعرف باسم يانغمهو [الإنجليزية]
 (양무호 | 揚武號). كانت سفينة يانغمهو الحربية بطول 105 أمتار، وتزن 3000 طن، ولذا تعتبر سفينة ضخمة جداً، وفي 1904 تم شراء سفينة أخرى هي غوانغجيهي [الإنجليزية]
 (광제호 | 光濟號). وتبلغ إزاحة سفينة غوانغجيهو 1056 طن، بالإضافة لامتلاكها لثلاث مدفعيات وثلاثة أبواب، وسارية للعلم.

## الشؤون الخارجية

### السياسات
تم إنشاء مكتب لشؤون الكوريين في الخارج في مدينة فلاديفوستوك. في 1899, وقعت كوريا والصين معاهدة للتجارة [الكورية]
 بعد تداعي نظام التبعية لإمبراطورية تشينغ وكونها أصبحت دولة أجنبية عن كوريا.
حصل نزاع حول ملكية دوكدو وغاندو. وفي 1902 أرسلت إمبراطورية كوريا إي بوم ين [الكورية]
 كوال على غاندو بعد أن أعلنت سيادتها على المنطقة بدلاً من مملكة تشينغ. ورغم إعلان إمبراطورية كوريا سلطتها على دوكدو مسبقاً في 1884 إلا أن اليابانيين دخلوا إلى منطقة ألينغدو وأعلنوا سيادتهم عليها بالكامل، ووضعت والياً تابعاً لها عليها.
في 1904 قبل بدء الحرب الروسية اليابانية قررت كوريا تجاهل إعلان الإمبراطورية اليابانية. أدى هذا لأن تضع الإمبراطورية اليابانية برج مراقبة في جزيرة دوكدو في نوفمبر 1904, وأعلنت أن دوكدو تابعة لمحافظة شيمانه. بعد ذلك وقعت كوريا على معاهدة الحماية في 1905 مع اليابان لتكون محمية من قبلها.

### العلاقات الدبلوماسية
علاقات الدول الأخرى بإمبراطورية كوريا. تم قطع جميع علاقاتها بالدول الأخرى ما عدا اليابان بعد المعاهدة الكورية اليابانية في 1905.
1. إمبراطورية اليابان - 1876.
2. الولايات المتحدة - 1882.
3. المملكة المتحدة لبريطانيا العظمى وإيرلندا - 1882.
4. الإمبراطورية الألمانية - 1883.
5. مملكة إيطاليا - 1884.
6. الإمبراطورية الروسية - 1884.
7. الجمهورية الفرنسية الثالثة - 1886.
8. الإمبراطورية النمساوية المجرية - 1892.
9. مملكة تشينغ - 1899.
10. بلجيكا - 1901.
11. مملكة الدنمارك - 1902.

## أباطرة الدولة
| التسلسل      | اسم معبد             | اسم هيجو                        | اسم                                           | الفترة        | الألقاب الشرفية                                                                     | أسماء أخرى                                               |
| ------------ | -------------------- | ------------------------------- | --------------------------------------------- | ------------- | ----------------------------------------------------------------------------------- | -------------------------------------------------------- |
| (بعد الوفاة) | تايجو (태조,太祖)    | الإمبراطور غو (고황제,高皇帝)   | إي دان (이단,李旦)                            | 1392 - 1398   | -                                                                                   | -                                                        |
| (بعد الوفاة) | جنجونغ (진종,眞宗)   | الإمبراطور سو (소황제,昭皇帝)   | إي هاينغ (이행,李緈)                          | (بعد الوفاة)  | الأمير غيونغوي (경의군,敬義君) ولي العهد هيوجانغ (효장세자,孝章世子)                | -                                                        |
| (بعد الوفاة) | جانغجو (장조,莊祖)   | الإمبراطور وي (의황제,懿皇帝)   | إي سون (이선,李愃)                            | (بعد الوفاة)  | ولي العهد سادو (사도세자,思悼世子) ولي العهد جانغهون (장헌세자,莊獻世子)            | -                                                        |
| (بعد الوفاة) | جونغجو (정조,正祖)   | الإمبراطور سون (선황제,宣皇帝)  | إي سونغ (이성,李祘)                           | 1776 - 1800   | الأمير الملكي السليل الخلف                                                          | -                                                        |
| (بعد الوفاة) | سنجو (순조,純祖)     | الإمبراطور سك (숙황제,肅皇帝)   | إي غونغ (이공,李玜)                           | 1800 - 1834   | -                                                                                   | -                                                        |
| (بعد الوفاة) | منجو (문조,文祖)     | الإمبراطور إغ (익황제,翼皇帝)   | إي يونغ (이영,李旲)                           | (بعد الوفاة)  | ولي العهد هيوميونغ (효명세자,孝明世子)                                              | -                                                        |
| (بعد الوفاة) | هونجونغ (헌종,憲宗)  | الإمبراطور سونغ (성황제,成皇帝) | إي هوان (이환,李奐)                           | 1834 - 1849   | الأمير الملكي السليل الخلف                                                          | -                                                        |
| (بعد الوفاة) | تشولجونغ (철종,哲宗) | الإمبراطور جانغ (장황제,章皇帝) | إي بيون (이변,李昪)                           | 1849 - 1863   | الأمير دوكوان (덕완군,德完君)                                                       | -                                                        |
| 1            | غوجونغ (고종,高宗)   | الإمبراطور تاي (태황제,太皇帝)  | إي جايهوانغ (이재황,李載晃) إي هي (이희,李熙) | 1897 - 1907   | الأمير إغسونغ (익성군,翼城君)                                                       | -                                                        |
| 2            | سنجونغ (순종,純宗)   | الإمبراطور هيو (효황제,孝皇帝)  | إي تشوغ (이척,李坧)                           | 1907 - 1910 , | الأمير الملكي الخلف (왕세자) ولي العهد الإمبراطوري (황태자) أمير إمبراطوري (왕태자) | الإمبراطور ينغهي (융희황제,隆熙皇帝) إي وانغ (이왕,李王) |

## الأوسمة المستخدمة
في 1900 (السنة الرابعة من حكم غوانغمو) تم إعلان مرسوم ملكي في 17 أبريل أدى لإصدار القانون 13 ‹مرسوم الأوسمة›, فأصدر وسام دايهنوي غمتشوك دايسوجانغ [الكورية]
 (대훈위금척대수장 | 大勳位金尺大綬章), ووسام دايهنوي إيهوا دايسوجانغ [الكورية]
 (대훈위이화대수장 | 大勳位李花大綬章), ووسام تايغكجانغ [الكورية]
 (태극장 | 太極章), ووسام جا أنغجانغ [الكورية]
 (자응장 | 紫鷹章ـ). في 1901 (السنة الخامسة من حكم غوانغمو) في 16 أبريل، تم تعديل المرسوم العاشر وإضافة وسام بالغوايجانغ [الكورية]
 (팔괘장 | 八卦章ـ). في 1902 (السنة السادسة من حكم غوانغمو) في 12 أغسطس تم إضافة وسام جديد هو دايهنوي سوسونغ دايسوجانغ [الكورية]
 (대훈위서성대수장 | 大勳位瑞星大綬章ـ). في 1907 (السنة الإحدى عشرة من حكم غوانغمو) في 30 مارس تم إعادة مراجعة المراسيم وإصدار وسام جديد هو سوبونغجانغ [الكورية]
 (서봉장 | 瑞鳳章ـ).

## معرض صور

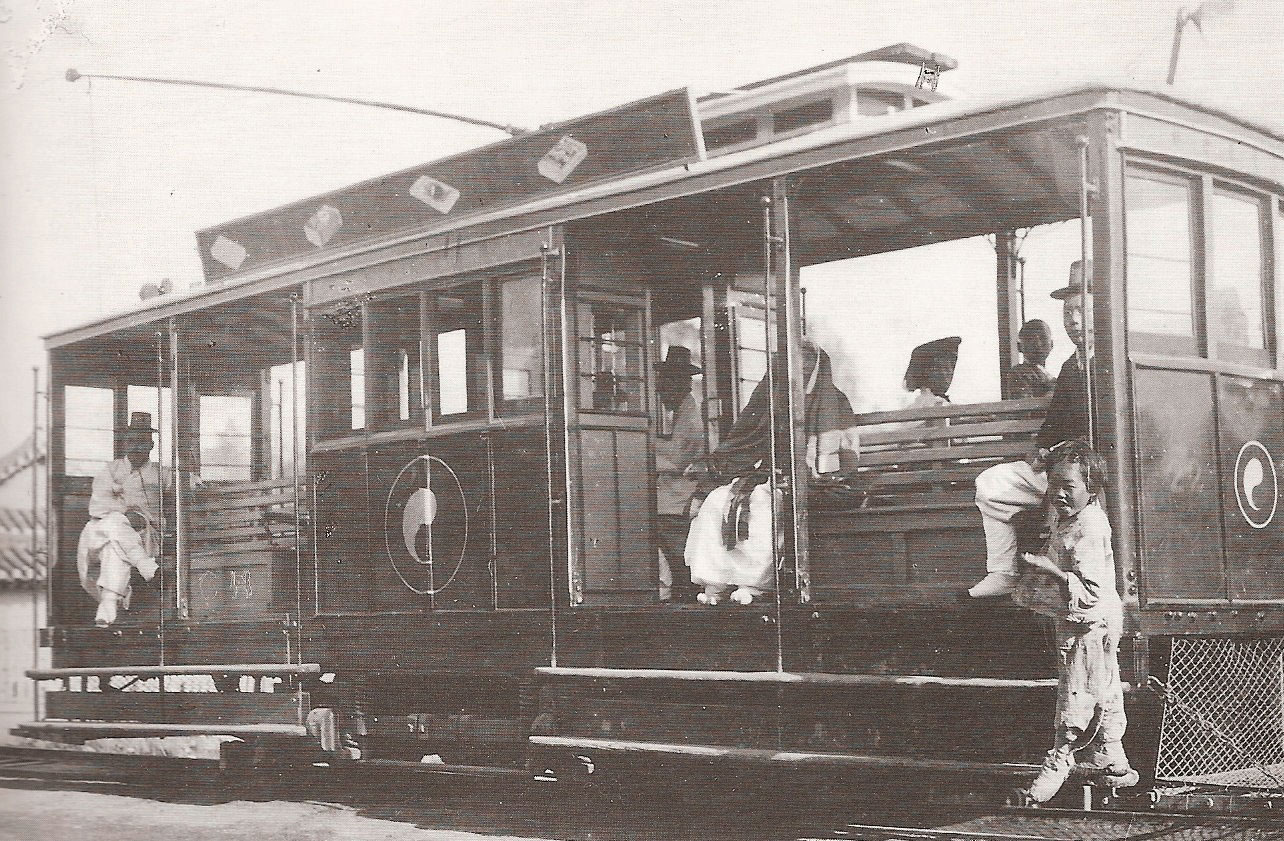
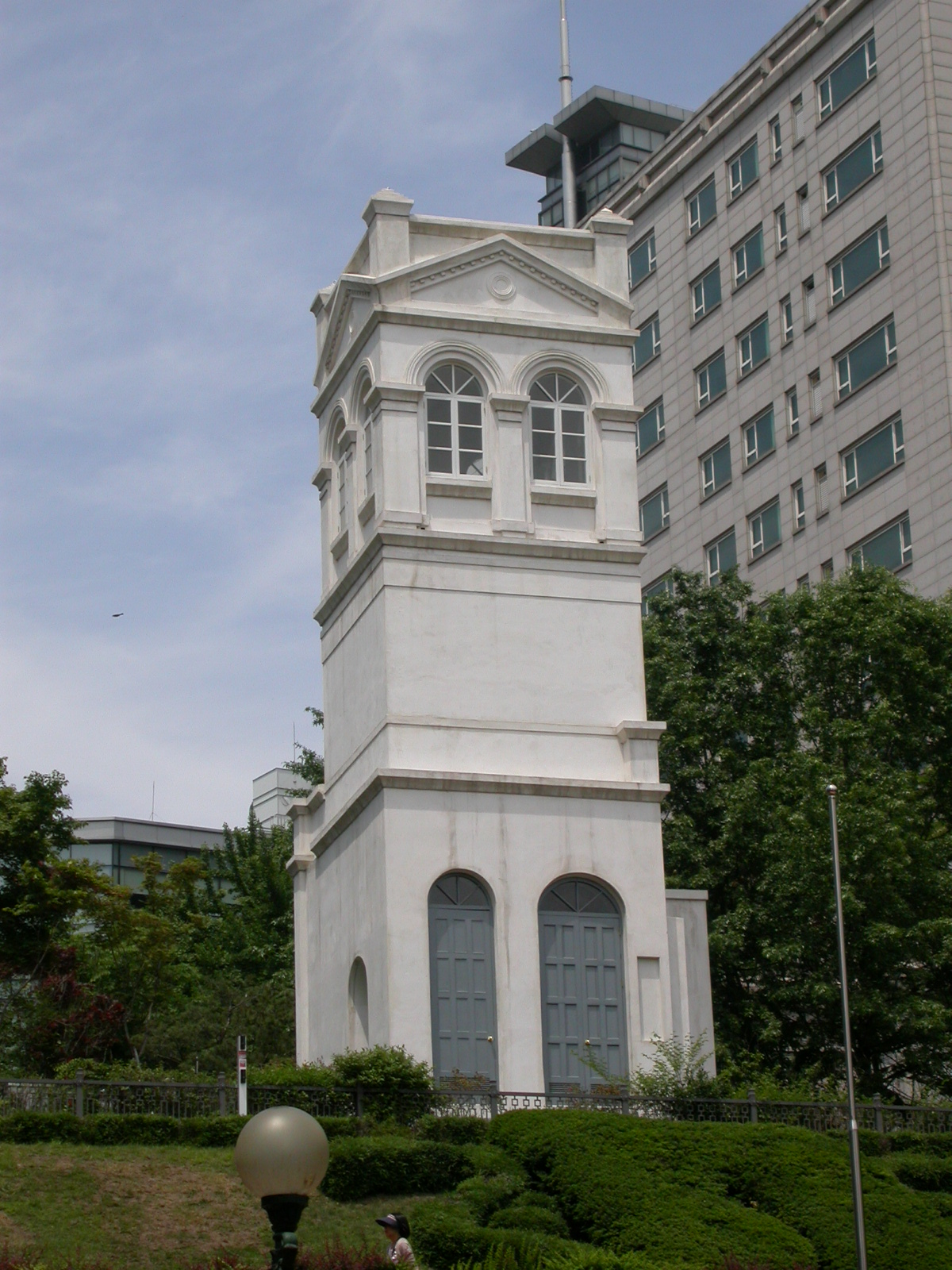
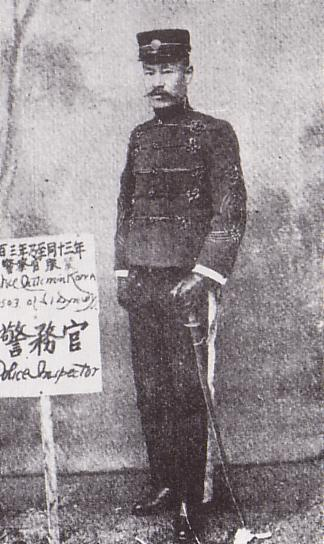